# The Power of Love (песня Дженнифер Раш)
«The Power of Love» (с англ. — «Сила любви») — классическая поп-песня, power поп-баллада, записанная и представленная изначально американской кроссоверной поп-певицей и автором песен — Дженнифер Раш в 1984 году в Германии во Франкфурте. Песня была впоследствии перепета несколькими другими различными известными артистами, в первую очередь - Селин Дион, Лорой Брэниган, Air Supply, Андреа Бочелли, а также российскими поп-певцом и певицей - Николаем Басковым и МакSим. Песня была переведена на несколько языков, став таким образом поп-стандартом.

## Оригинальная версия Дженнифер Раш
«The Power of Love» впервые была записана американской певицей Дженнифер Раш и выпущена в Германии в декабре 1984 года. В июне 1985 года сингл был выпущен в Великобритании, где он возглавил чарт на пять недель и стал - самым продаваемым синглом года. Песня стала хитом №1 в ряде других европейских стран, а также в Канаде, Австралии и Новой Зеландии.

### История выпуска
«The Power of Love» была впервые записана в Мюнхене Дженнифер Раш для её одноимённого альбома 1984 года. Она была выпущена в качестве сингла в Западной Германии в декабре 1984 года. В июне 1985 года «The Power of Love» была выпущена в качестве сингла в Соединённом Королевстве, где она возглавляла чарт в течение пяти недель в октябре 1985 года и стала самым продаваемым синглом года. По состоянию на март 2017 года в Великобритании было продано 1,45 миллиона копий. Успех песни позволил группе Rush исполнить её «вживую» на шоу Top of the Pops  на BBC в конце 1985 годаin late 1985.
Огромный успех «The Power of Love» в Великобритании привёл к тому, что сингл стал популярным во всём мире в последние месяцы 1985 года и в начале 1986 года, в том числе в Германии, где он занял девятое место в чартах. В итоге «The Power of Love» заняла первое место в чартах Австралии, Австрии, Ирландии, Новой Зеландии, Норвегии, Южной Африки и Испании (где Rush возглавила чарт с версией на испанском языке под названием «Si tú eres mi hombre y yo tu mujer», что переводится как «Если ты мой мужчина, а я твоя женщина»), третье место в Швейцарии, Швеции и Бельгии и седьмое место в Нидерландах.
CBS отложила выпуск «The Power of Love» в Северной Америке, посчитав, что диск слишком европейский. В итоге он вышел в США и Канаде в январе 1986 года, но, несмотря на то, что «The Power of Love» занял первое место в Канаде, он не стал хитом в США, заняв 57-е место в чарте Billboard Hot 100 за неделю, закончившуюся 5 апреля 1986 года, и продержавшись в Hot 100 13 недель. Песня была исполнена группой Rush на «Вечернем шоу с Джонни Карсоном» в марте 1986 года и на «Американской эстраде» в апреле 1986 года.

### Критический обзор
Мишель Греппи  из The Atlanta Journal-Constitution  The Atlanta Journal-Constitution назвала "Силу любви" "лучшей версией" альбома, похвалив голос Раш, отметив, что её "оперная подготовка демонстрирует невероятный диапазон (без видимой потери мощности или гибкости ни вверху, ни внизу)". Том Юинг из Freaky Trigger  заявил, что это "песня о том, как любовь устраняет ваше собственное ощущение масштаба, делает само существование незнакомым, поэтому дезориентирующий разрыв между ней и всем, что напоминает мою эмоциональную реальность, приобретает какой-то искаженный смысл". Он добавил, что припев "такой запоминающийся". Алан Джонс из  Music Week - похвалил его как "откровенно превосходный". Стивен Холден из The New York Times отметил, что у Раш - "характерный альт, сочетающий почти народную интонацию с декламационным, квази-оперным звучанием. Это голос, который неудобно вписывается ни в одну категорию ".  " Ричард Дефендорф из Orlando Sentinel - назвал ее "дурацкой балладой". Журнал People - написал, что "самое впечатляющее - это голос Раш. Хриплый, интенсивный и широкий". Рецензент также отметил, что в "задумчивой" "Силе любви" есть "разумная страсть". В ретроспективном обзоре Pop Rescue оценил  её как "фантастически классическую пауэр-балладу" и "безупречную", отметив, что вокал певицы "богатый, сильный и от него чудесно покалывает позвоночник". Грег Кеннеди из Red Deer Advocate    назвал песню "жалобной" и "пронзительной" Сценарист The Stage  назвал её "супербалладой".>
Австралийский музыкальный канал Max включил "Силу любви" в свой список "1000 величайших песен всех времен" в 2011 году.

### Музыкальный видеоклип на песню 1985 года
Сопровождающий клип на песню "Сила любви" был снят немецким режиссёром Майклом Лекебушем(который ранее также срежиссировал многие клипы певицы "Сандры" и "Modern Talking") в виде сюрреалистической психоделической трансовой синти-поп реверберационной интерпритации середины 80-х. Материал для видеоклипа был отснят целиком и полностью в Нью-Йорке, в котором и происходит главное действие. Основное действие клипа и песни - происходит во сне главной героини, которую и который представляет Раш и её изумительный голос. В начале видео зрители видят панораму Нью-Йорк-Сити ранним утром. Какие-то злодейские типы разгуливают по пустому офису, что-то разыскивая. Их обнаруживает молодой человек Раш, который, очевидно, работает по ночам. Затем фокус переключается на Раш, которая, как видят зрители,  выходит из Мэдисон-сквер-гарден. Она начинает петь, а дома открывает дверь в свою спальню и обнаруживает, что её мужчина спит. Когда начинается припев, Раш стоит в грузовом лифте, который движется вверх. Внезапно появляются проблески злодеев, подталкивающих её любимого мужчину что-то делать за них. В некоторых сценах Раш в черных солнцезащитных очках стоит на причале у моря, наблюдая, как те парни собираются на пирсе, очевидно что-то замышляя против её мужчины. Они также сбивают её мужчину на улице прямо на машине. Очевидно, Раш, как мы видели,  пыталась вырвать его из рук этих злодеев, но все оказывается тщетно. Ближе к концу дня она идет одна по вечернему городу и поет, потом все становится все более туманным и яркие огни города расплываются. Внезапно она оказывается у себя дома, она ещё раз приоткрывает дверь своей спальни, проверив и удостоверившись и успокаившись о том, что её любимый мужчина мужчина все ещё спит, а затем закрывает дверь. По состоянию на май 2023 года видео набрало более 126 миллионов просмотров на YouTube.

### Список композиций
| №  | Название                         | Длительность |
| -- | -------------------------------- | ------------ |
| 1. | «The Power of Love»              | 6:00         |
| 2. | «I See a Shadow (Not a Fantasy)» | 4:20         |

| №  | Название                               | Длительность |
| -- | -------------------------------------- | ------------ |
| 1. | «The Power of Love» (Orchestral Remix) | 6:00         |
| 2. | «I See a Shadow (Not a Fantasy)»       | 4:20         |

| №  | Название                         | Длительность |
| -- | -------------------------------- | ------------ |
| 1. | «The Power of Love» (Remix)      | 4:20         |
| 2. | «I See a Shadow (Not a Fantasy)» | 4:20         |

| №  | Название                             | Длительность |
| -- | ------------------------------------ | ------------ |
| 1. | «Si tu eres mi hombre y yo tu mujer» | 5:10         |
| 2. | «The Power of Love» (Remix)          | 4:20         |

| №  | Название                               | Длительность |
| -- | -------------------------------------- | ------------ |
| 1. | «The Power of Love» (Orchestral Remix) | 6:00         |
| 2. | «Nobody Move»                          | 3:12         |
| 3. | «Into My Dreams»                       | 4:00         |

| №  | Название                             | Длительность |
| -- | ------------------------------------ | ------------ |
| 1. | «The Power of Love» (Extended Remix) | 7:10         |
| 2. | «Come Give Me Your Hand»             | 3:49         |
| 3. | «I See a Shadow (Not a Fantasy)»     | 4:20         |

### Чарты
| Чарт (1985)                                                                                 | Высшая позиция |
| ------------------------------------------------------------------------------------------- | -------------- |
| Австралия (ARIA)                                                                            | 1              |
| Австрия (Ö3 Austria Top 40)                                                                 | 1              |
| Канада (RPM Singles Chart)                                                                  | 1              |
| Дания (Tracklisten)                                                                         | 9              |
| Бельгия (Ultratop)                                                                          | 4              |
| Франция (SNEP)                                                                              | 25             |
| Германия (Media Control AG)                                                                 | 7              |
| Ирландия (Irish Singles Chart)                                                              | 1              |
| Новая Зеландия (Recorded Music NZ)                                                          | 1              |
| Норвегия (VG-lista)                                                                         | 1              |
| Испания (Spanish Singles Chart) (English version) (Spanish Singles Chart) (Spanish version) | 2 1            |
| {флаг\|Швеция}} Швеция (Sverigetopplistan)                                                  | 3              |
| Швейцария (Schweizer Hitparade)                                                             | 3              |
| Великобритания (UK Singles Chart)                                                           | 1              |
| США (Billboard Hot 100)                                                                     | 57             |

| Чарт (1985)    | Позиция |
| -------------- | ------- |
| Великобритания | 1       |
| Южная Африка   | 6       |
| Австралия      | 23      |
| Год (1986)     | Позиция |
| Швейцария      | 21      |

| Чарт (1980 - 1989) | Позиция |
| ------------------ | ------- |
| Великобритания     | 9       |

## Мужская версия Air-Supply
Британско-австралийский мужской дуэт Air Supply записал свою кавер-версию «The power of love» для их одноимённого альбома, выпущенного в 1985 году. Поскольку песню исполнил Расселл Хичкок, мужчина, гендерные роли в тексте поменялись местами («Я твоя леди, а ты мой мужчина» стала «Ты моя леди, а я твой мужчина»). Она была выпущена как сингл в июле 1985 года лейблом Arista Records в Соединённых Штатах, а позже в Канаде и Новой Зеландии. Их версия называлась «The power of love (You are my lady)», чтобы не путать с «The power of love» (с «Силой любви») Хьюи Льюиса и The News, которые были в чартах примерно в то же время. Версия Air Supply имела умеренный успех в
Новой Зеландии и Канаде, попав в топ-40 в обеих странах в конце 1985 года. В США она достигла 68-го места. Их кавер-версия была показана в фильме 2017 года: «Тетрадь смерти».

### Список композиций
| №  | Название                              | Длительность |
| -- | ------------------------------------- | ------------ |
| 1. | «The Power of Love (You Are My Lady)» | 4:06         |
| 2. | «Sunset»                              | 2:47         |

### Вокалисты и бэк-вокалисты
- Расселл Хичкокк — основной вокал
- Грэм Рассел[англ.] — бэк-вокал

### Позиции в чартах
| Chart (1985)                       | Peak position |
| ---------------------------------- | ------------- |
| Канада (RPM Top Singles)           | 35            |
| Канада (RPM Adult Contemporary)    | 4             |
| Новая Зеландия (Recorded Music NZ) | 21            |
| США (Billboard Hot 100)            | 68            |
| США (Billboard Adult Contemporary) | 13            |

## Версия Лоры Брэниган
Лора Брэниган записала песню «The Power of Love» под названием «Power of Love» для её пятого студийного альбома Touch (1987). Спродюсированный Дэвидом Кершенбаумом на его студии Powertrax Studio в Голливуде, трек был выпущен в октябре 1987 году как второй сингл с альбома, после того как первый сингл «Shattered Glass» достиг только #48 в американском чарте Billboard Hot 100.

### Список композиций
| №  | Название            | Длительность |
| -- | ------------------- | ------------ |
| 1. | «The Power of Love» | 4:44         |
| 2. | «Spirit of Love»    | 3:25         |

### Официальные версии
1. «Power of Love» (Album version) — 5:20
2. «Power of Love» (Single version) — 4:44

### Чарты
| Чарт (1987-1988)                              | Высшая позиция |
| --------------------------------------------- | -------------- |
| США (Billboard Hot 100)                       | 26             |
| США (Billboard Hot Adult Contemporary Tracks) | 19             |

## Версия Селин Дион
«The Power of Love» — второй сингл из альбома канадской певицы Селин Дион The Colour of My Love (1993), выпущенный 1 ноября 1993 года в Северной Америке, в декабре в Японии, а на следующий год во всём мире.
В начале 1990-х годов Дэвид Фостер получил просьбу от CBS спродюсировать новую версию «The Power of Love». Фостер решил привлечь к созданию этой версии песни Селин Дион и предложил новую аранжировку с минимальным количеством инструментов, которая выводила на первый план силу голоса Дион.
«The Power of Love» — это вторая песня Дженнифер Раш, на которую Дион записала кавер-версию. Ранее, в этом же году она записала франкоязычную версию песни «Higher Ground», названную «Plus haut que moi».
После двенадцати недель, проведённых в чарте Billboard Hot 100, 12 февраля 1994 года сингл достиг высшей позиции и продержался на ней в течение четырёх недель, став первым синглом Дион, возглавившим национальный чарт США. Песня также стала хитом №1 в родной для Дион Канаде и в Австралии.
Песня была встречена в целом под положительные возгласы критиков и была номинирована на Премию «Грэмми» за лучшее женское вокальное поп-исполнение и American Music Award в категории "Лучший поп-рок сингл" в 1995 году.

### Список композиций
| №  | Название                         | Длительность |
| -- | -------------------------------- | ------------ |
| 1. | «The Power of Love» (Radio Edit) | 4:42         |
| 2. | «No Living Without Loving You»   | 4:23         |

| №  | Название                         | Длительность |
| -- | -------------------------------- | ------------ |
| 1. | «The Power of Love» (Radio Edit) | 4:42         |
| 2. | «No Living Without Loving You»   | 4:23         |
| 3. | «Did You Give Enough Love»       | 4:22         |

| №  | Название                         | Длительность |
| -- | -------------------------------- | ------------ |
| 1. | «The Power of Love» (Radio Edit) | 4:42         |
| 2. | «No Living Without Loving You»   | 4:23         |
| 3. | «If You Asked Me To»             | 3:55         |

| №  | Название                         | Длительность |
| -- | -------------------------------- | ------------ |
| 1. | «The Power of Love» (Radio Edit) | 4:42         |
| 2. | «If You Asked Me To»             | 3:55         |

### Официальные версии
1. «The Power of Love» (Radio edit) — 4:42
2. «The Power of Love» (Album version) — 5:43

### Чарты и сертификации
| Чарт (1993-1994)                               | Высшая позиция |
| ---------------------------------------------- | -------------- |
| Канада (Record's Retail Singles Chart)         | 1              |
| Канада (Record's Contemporary Hit Radio Chart) | 1              |
| Канада (RPM Top Singles)                       | 1              |
| Канада (RPM Adult Contemporary)                | 1              |
| США (Billboard Hot 100)                        | 1              |
| США (Billboard Hot Adult Contemporary Tracks)  | 1              |
| США (Billboard Rhythmic Top 40)                | 21             |
| США (Billboard Top 40 Mainstream)              | 2              |
| Чарт (1994)                                    | Высшая позиция |
| Австралия (ARIA)                               | 1              |
| Бельгия (Ultratop)                             | 4              |
| Нидерланды (Dutch Top 40)                      | 18             |
| Европа (European Hot 100 Singles)              | 17             |
| Франция (SNEP)                                 | 3              |
| Германия (Media Control AG)                    | 57             |
| Ирландия (Irish Singles Chart)                 | 13             |
| Новая Зеландия (Recorded Music NZ)             | 7              |
| Швеция (Sverigetopplistan)                     | 6              |
| Великобритания (UK Singles Chart)              | 4              |

| Чарт (1994)             | Position |
| ----------------------- | -------- |
| США (Billboard Hot 100) | 4        |

| Чарт (1990–1999)        | Позиция |
| ----------------------- | ------- |
| США (Billboard Hot 100) | 48      |

| Страна         | Сертификация |
| -------------- | ------------ |
| Австралия      | Платина      |
| Франция        | Серебро      |
| Новая Зеландия | Золото       |
| США            | Платина      |

## Другие версии
В то же время Нью-йоркская оперная группа Уилфридо Варгаса   исполнила кавер на песню в merengue, которая достигла тридцать седьмого места в чарте Hot Latin Songs Итальянские продюсеры и исполнители также делали попытки каверовать песню, выпустив, к примеру, итальянский танцевальный номер Fits of Gloom в 1994 году с вокалом британской певицы Лиззи Мак, которая между прочем достигла 49-й строчки в UK Singles Chart. Итальянский оперный теноровый певец Андреа Бочелли - также записал и представил свою английскую версию песни в 1995-м году. А версия собственно на итальянском была впервые исполнена итальянской певицей - Эльзой Лилой   под названием "L'amore che ho" (El amor que tengo) ("Любовь, которая у меня есть") в 2003 году. На испанском языке она была записана под названием " Если ты мой мужчина и я твоя женщина" (Si tu eres mi hombre y yo tu mujer) и в представлении Луиса Гомеса Эсколара в исполнении Дженнифер Раш Версии на испанском языке были также представлены
Габриэлой Котурбаш и Лу Бриэлем в 1986 году. На французском языке под названием "Je saurai t'aimer "/"Я буду знать, как любить тебя"/ Филиппа Свона в исполнении Мелани Коль и Мартин Шеврие  (1992). На немецком языке песня была представлена под названием "Ich suche nach Liebe" Берндом Майнунгером (1986) и Нино Де Анджело (1986), а также немецкой актрисой и певицей: Анжеликой Милстер под названием: "Du bist mein Leben" (1995) - . Песня была также представлена и на голландском языке под названием "Land van ons twee" - Эриком Ван Нейгеном и Марком Ван Келенбергом. На бельгийском - певицей Шенни Денотт в 1996-м. На шведском - под названием: "Ängel i natt" певицей Элизабет Андреассен, которая была включена в одноимённый альбом Элизабет Андреассен, в 1985 году. Греческая певица Нана Мускури (1987) также записала свою английскую версию "The Power of Love"  в 1987 году. Кроме того песню исполняли такие исполнители как:  Shirley Bassey  (1991), Майкл Кроуфорд (1993), Гиги Джи'Агостино (2005) и Джарвис Кукер со своей живой версией песни(Liveversion, 2014). В 1990-х годах - тогда ещё мало известная российская начинающая поп-певица МакSим - также представила свою версию песни на английском языке в 1997-м году - ещё на заре своей карьеры. Российский оперный и поп-певец - Николай Басков также представил также свою английскую версию песни в 2001-м году еще на кроссоверном пике своей карьеры. Жена боксера Кличко - Наталья - также записала свою живую версию песни в 2012-году. (Liveversion, 2012)
Другие версии на других языках, помимо исполнителей Европейского континента, были представлены также представленны на Южно-Американском континенте такими латино-американскими и южно-американскими артистами - такими как: доминиканской певицей - Анхелой Карраско (испанская версия "Силы любви" Раш: «Si tú eres mi hombre», представленная в 1986 году и набравшая обороты популярности по всей Латинской Америке), а также многими другими латиноамериканскими исполнителями, включая: Йоландиту Монхе, Аманду Мигель, Ла Индию (Версия песни La India достигла тридцать восьмого места в чарте Hot Latin Songs в США.), бразильскую певицу - Розану (записавшую португальскую версию песни под названием "O Amor e o Poder", которая была позже включена в саундтрек вечерней прайм-тайм теленовеллы  под названием: Мандала (1987-88) в качестве музыкальной темы для главной героини 8-часового сериала - Джокасты(Веры Фишер) Её версия имела большой успех, став шестой по популярности песней в стране в 1988 году, а также самым большим хитом Розанны. Она также была включена в трек-лист её альбома Coração Selvagem и способствовала росту его продаж, разойдясь тиражом более 300 000 копий). Её также перепели Лос Мелодикос и Дульси Лопес из - La Academia.
В 1986 году была выпущена испанская перезапись песни под названием «Si Tu Eres Mi Hombre Y Yo Tu Mujer» (что означает «Если бы ты был моим мужчиной, а я — твоей женщиной»). В этой версии текст был адаптирован Луисом Гомесом-Эсколаром [es].[5] Испанская версия вошла в испанский чарт синглов на 16-м месте в апреле 1986 года, в то время как оригинальная английская версия всё ещё занимала 2-е место.[6] Испанская версия возглавляла испанский чарт синглов шесть недель подряд.[7] Она также стала пятым самым продаваемым синглом в Испании в 1986 году.[8]
Песня «Si Tu Eres Mi Hombre Y Yo Tu Mujer» была добавлена в альбом при переиздании на испанском языке в 1986 году.[9] Испанская версия была перезаписана Дженнифер в 1998 году для альбома Classics и появилась на испанских изданиях этого альбома.[10] Оригинальная запись 1986 года позже была включена в бокс-сет 2007 года Stronghold — The Collector’s Hit Box.
Новое поколение певцов и певиц, выходцы местных "фабрик", "факторов" и "местных идолов", в том числе и "американских" в, основном, во все том же формате аранжировки популязатора песни в США - Дэвида Фостера (сделанной вначале для певицы Селин Дион) в виде: филиппинского певца и певицы - Марцелито Помойи и Джиджи де Ланы, индонезийских певиц - Лии Симанджунтак и Ладоры, американской певицы - Пии Тоскано, британской - Сэм Бэйли (2013),  французской - Лизы Энджелл (2013), немецкой - Хелены Фишер (2011) - представили также и свои версии на английском языке за последние два десятилетия : 35e au Canada, 21e en Nouvelle-Zélande et 68e aux États-Unis
Помимо вокальных версий существует множество оркестровых и инструментальных версий, исполненных многими исполнителями по всему миру, к ним относятся версии: Венского филармонического оркестра (1986)
The Shadows (1986), Ричарда Клайдермана (1988), Джеймса Ласта (1988), David Osborne (1998), Рикки Кинга (2001).